# Sam Wallash, on l'appelle Ainsi soit-il
Pour plus de détails, voir Fiche technique et Distribution.
Sam Wallash, on l'appelle Ainsi soit-il (Era Sam Wallash!.. Lo chiamavano.. E così sia!) est un western spaghetti italien sorti en 1971, réalisé par Demofilo Fidani (sous le pseudonyme de Miles Deem).

## Synopsis
Mash Donovan est le chef de bandits qui tiennent toute une région de l'ouest. Lors d'une fusillade dans un bar, est blessé aussi Sam Wallash, tandis que son ami est tué.
Sam, recueilli dans une famille, soigne ses blessures et se met en quête de cette bande. Le bruit en vient aux oreilles de Donovan, qui emploie aussi dans son saloon Fanny. Celle-ci commence à sentir que Donovan est nerveux et lui la maltraite.
Sam, entre dans un saloon, où Sturges, qui ne le reconnaît pas, le traite comme un étranger qu'on peut bafouer impunément, mais sans le tuer.
Lors d'un combat de boxe truqué, le boxeur qui avait été intimidé pour perdre refuse de jouer le jeu et défait le candidat de Donovan. Les hommes de main de ce dernier règlent leur compte à leurs adversaires.
Sam retrouve Sturges et lui fait avouer où se trouve Donovan, respectable gérant d'un saloon sous le nom de Mash Flanagan. Quand Sturges le rapporte à Donovan, celui-ci organise méthodiquement la recherche de Sam, qui cependant surprend les projets de la bande à propos d'un habitant qui ne paie pas assez Donovan. Il se débarrasse des hommes qui doivent le tuer et fait croire à Donovan qu'il est mort. 
Entre-temps, il empêche le racket prévu et élimine une partie de la bande de Donovan.
Sam revient à la ville et s'introduit dans la chambre de Fanny. Celle-ci ne refuse pas de l'aider. Mais Sam subit une de ses crises d'angoisse qui lui arrivent lorsqu'une porte bat au vent... lui rappelant le massacre de ses parents justement par Donovan. Lorsque ce dernier entre dans la chambre, un peu suspicieux d'avoir entendu du vacarme, Fanny le calme et il parle de ses projets, ce qui n'échappe pas à Sam. 
Le jour suivant, SAm se rend au lieu de l'embuscade prévue par Donovan. Avec une mitrailleuse cachée dans le chariot attaqué, il élimine la bande de Donovan, avant de se venger de ce dernier.

## Fiche technique
- Titre français : Sam Wallash, on l'appelle Ainsi soit-il[1]
- Titre original italien : Era Sam Wallash!... Lo chiamavano... E così sia!
- Genre : western spaghetti
- Réalisation : Demofilo Fidani (sous le pseudo de Miles Deem)
- Scénario : Mila Vitelli, Demofilo Fidani
- Musique : Lallo Gori
- Production : Demofilo Fidani pour Galassia Cinematografica
- Photographie : Franco Villa
- Montage : Piera Bruni, Gianfranco Simoncelli
- Décors : Mila Vitelli
- Costumes : Mila Vitelli
- Maquillage : Corrado Blengini
- Durée : 88 min
- Année de sortie : 1971
- Pays de production :  Italie
- Langue originale : italien
- Format d'image : 2.35:1
- Distribution en Italie : Indipendenti Regionali
- Date de sortie en salle en France : 4 février 1976[1]

## Distribution
- Robert Woods : Sam Wallash
- Dino Strano (sous le pseudo de Dean Stratford) : Mash Flanagan / Donovan
- Simonetta Vitelli (sous le pseudo de Simone Blondell) : Fanny
- Benito Pacifico (sous le pseudo de Dennis Colt) : Hernandes
- Amerigo Leoni (sous le pseudo de Custer Gail) : Sturges
- Lincoln Tate : Lincoln Tate (non crédité)
- Gordon Mitchell : Gordon Mitchell (non crédité)
- Peter Martell : Peter Martell (non crédité)
- Pietro Fumelli : Gasper (non crédité)